# Кристијан Бејл
Кристијан Чарлс Филип Бејл (енгл. Christian Charles Philip Bale; 30. јануара 1974) је енглески глумац. Познат је по својој разноврсности и физичким трансформацијама за улоге, а истакнут је као водећи глумац у филмовима различитих жанрова. Признања за његов рад укључују Оскара и два Златна глобуса, као и номинације за четири награде Британске академије за филм. Часопис Форбс га је 2014. године уврстио међу најплаћеније глумце.
Рођен у Велсу у енглеској породици, Бејл је стекао прву значајну улогу са 13 година у ратном филму Царство сунца Стивена Спилберга из 1987. године. После више од деценије главних и споредних улога у филмовима, стекао је шире признање тумачењем серијског убице Патрика Бејтмена у црној комедији Амерички психо (2000) и главне улоге у трилеру Машиниста (2004). Тумачио је суперхероја Бетмена у трилогији Мрачни Витез Кристофера Нолана (2005–2012), једној од најпрофитабилнијих филмских франшиза.
Поред улоге Бетмена, Бејл је имао главне улоге у низу филмова, укључујући Ноланову историјску драму Престиж (2006), акциони филм Терминатор: Спасење (2009), криминалистичку драму Народни непријатељи (2009) и епски филм Егзодус: Богови и краљеви (2014). За тумачење боксера Дикија Еклунда у биографском филму Боксер Дејвида О. Расела (2010), освојио је Оскара за најбољег споредног глумца. Даље номинације за Оскара добио је за рад у Раселовој црној комедији Америчка превара (2013) и биографским сатирама Адама Мекеја Опклада века (2015) и Човек из сенке (2018). За улогу политичара Дика Чејнија у овом последњем филму освојио је други Златни глобус. Бејл је касније тумачио Кена Мајлса у спортској драми Ле Ман '66: Славна 24 сата (2019) и Гора, убице богова, у суперхеројском филму Тор: Љубав и гром (2022).

## Рани живот
Кристијан Чарлс Филип Бејл рођен је 30. јануара 1974. године у Хаверфордвесту, Пемброкшир, у породици енглеских родитеља: мајке Џени Џејмс, циркуске извођачице, и оца Дејвида Бејла, предузетника и активисте. Бејл је једном приликом изјавио: „Рођен сам у Велсу, али нисам Велшанин, ја сам Енглез.“ Има две старије сестре, Шерон и Луизу, као и полусестру из очевог првог брака, Ерин. Један од његових деда био је комичар, док је други био дублер за Џона Вејна. Породица је напустила Велс када је Бејл имао две године, а након живота у Португалу и Оксфордширу, Енглеској, настанили су се у Борнмуту. Нагласивши да је до 15. године живео у 15 различитих градова, Бејл је описао честе селидбе као „потрагу из нужде, а не из избора“ и признао да су оне значајно утицале на његов избор каријере. Похађао је школу у Борнмуту, касније наводећи да је напустио школу са 16 година. Његови родитељи су се развели 1991. године, а он се са 17 година преселио у Лос Анђелес са сестром Луизом и оцем.
Бејл је као дете тренирао балет. Прву глумачку улогу имао је са осам година у реклами за омекшивач Ленор. Такође се појавио у реклами за житарице Pac-Man. Након што је његова сестра добила улогу у мјузиклу на Вест Енду, Бејл је почео да разматра могућност професионалног бављења глумом. Касније је изјавио да га глума није претерано привлачила, али је наставио да се њом бави на наговор околине јер није имао разлог да то не учини. Након учешћа у школским представама, Бејл је 1984. године наступио уз Рована Аткинсона у представи The Nerd на Вест Енду. Није похађао формалну обуку за глуму.

## Каријера

### Ране улоге и пробој (1986–1999)
Након што је са десет година одлучио да постане глумац, Бејл је добио мању улогу у телевизијском филму Anastasia: The Mystery of Anna из 1986. године. Главна глумица тог филма, Ејми Ирвинг, која је тада била у браку са редитељем Стивеном Спилбергом, препоручила га је за Спилбергов филм Царство сунца из 1987. године. Са тринаест година, Бејл је изабран међу више од 4000 кандидата да глуми британског дечака у јапанском логору током Другог светског рата. За филм је говорио са акцентом виших слојева друштва, без помоћи дијалошког инструктора. Ова улога донела му је славу, а његов рад је добио похвале, укључујући прву награду за најбољу изведбу младог глумца коју додељује Национални одбор за филмску рецензију.
Исте године, глумио је у фантастичном филму Мио у далекој земљи, заснованом на роману Mio, My Son Астрида Линдгрена. Слава стечена у Царству сунца довела је до тога да Бејл буде малтретиран у школи, док је притисак рада као глумца постао неподношљив. Постао је неповерљив према глумачкој професији због пажње медија, али је навео да је у младости осећао обавезу да настави са глумом из финансијских разлога. У том периоду, глумац и редитељ Кенет Бранаг наговорио га је да се појави у његовом филму Хенри V из 1989. године, што га је поново привукло глуми. Наредне године, Бејл је играо Џима Хокинса уз Чарлтона Хестона као Дуга Џона Силвера у телевизијској адаптацији романа Treasure Island Роберта Луиса Стивенсона.
Бејл је 1992. године глумио у Дизнијевом музичком филму Нови момци, који је био неуспешан и на биоскопским благајнама и код критичара. Ребека Милзофф из магазина Vulture касније је оценила да су пукотине у његовом гласу током извођења песме Santa Fe биле шармантне и прикладне, иако он није био велики певач. Године 1993. појавио се у филму Деца свинга, причи о тинејџерима који тајно слушају забрањени џез током успона нацизма у Немачкој. У филму Џилијан Армстронг Мале жене из 1994. године, Бејл је играо Теодора Лорија Лоренса, након препоруке Виноне Рајдер, која је глумила Џо Марч. Филм је постигао и критички и комерцијални успех. Рајдерова је рекла да је Бејл маестрално дочарао сложену природу улоге.
Наредне године, Бејл је позајмио глас Томасу, младом сапутнику капетана Џона Смита, у Дизнијевом анимираном филму Покахонтас, који је добио мешовите критике. Године 1996. појавио се у филму Портрет једне даме, заснованом на истоименом роману Хенрија Џејмса, а 1998. у музичком филму Велвет Голдмајн, смештеном у еру глем рока 1970-их. Бејл је 1999. године био део ансамбл-глумачке екипе у филмској адаптацији Шекспирове комедије Сан летње ноћи, где је играо Деметрија уз Кевина Клајна и Мишел Фајфер.

### Успон и комерцијални пад (2000–2004)
Бејл је глумио Патрика Бејтмана, инвестиционог банкара и серијског убицу, у филму Амерички психо, адаптацији романа Брета Истона Елиса, коју је режирала Мери Харон. Иако је Харон изабрала Бејла за улогу, продукцијска и дистрибутивна кућа филма, Лајонгејт, првобитно се није сложила и ангажовала је Леонарда Дикаприја за улогу Бејтмана, док је Оливер Стоун требало да режира филм. Бејл и Харон су враћени након што су Дикаприо и Стоун напустили пројекат. Бејл је вежбао и сунчао се месецима како би постигао дефинисану физичку форму Бејтмана и поправио зубе да би се прилагодио нарцисоидној природи лика. Амерички психо је премијерно приказан на Санденс филмском фестивалу 2000. године. Харон је изјавила да га је критичар Роџер Еберт назвао најомраженијим филмом на фестивалу. Оцењујући Бејлов рад, Еберт је написао да је он „херојски у начину на који допушта лику да са уживањем утоне у презирност; овде нема инстинкта за самозаштиту, што је знак доброг глумца“. Филм је објављен у априлу 2000. године, постао је комерцијални и критички успех и касније стекао култни статус; а улога је утврдила Бејла као водећег глумца.
Четири године након Америчког психа, Бејлова каријера доживела је критички и комерцијални неуспех. Играо је наследника некретнина у акционом филму Џона Синглтона Шафт и појавио се у адаптацији романа Луиса де Бернијера Мандолина капетана Корелија, у режији Џона Мадена, као Мандрас, грчки рибар који се такмичи са Николасом Кејџом за наклоност Пелађе, коју игра Пенелопе Круз. Бејл је изјавио да му је било освежавајуће да игра Мандраса, који је емоционално хуман, након рада на Америчком психу и Шафту. Године 2002, појавио се у три филма: Улица разврата, Царство ватре и Еквилибријум. У рецензији за Улица развр, Лиса Шварцбаум из Ентертејнмент виклија назвала је Бејлову изведбу „разметљивом“. Имао је резерве у вези са учешћем у постапокалиптичном филму Царство ватре, који укључује компјутерски генерисане слике, али је изјавио да  је редитељ Роб Боумана један од разлога за учешће. У Еквилибријум, игра полицајца у футуристичком друштву и изводи „гун кату“, фиктивну борилачку вештину која укључује пуцњаву. Џеф Ото са сајта IGN је оценио Царство ватре као „лоше прихваћен“, а Еквилибријум као „веома потцењен“, док је Стивен Еплбаум из Индепендента описао ова два филма заједно са Шафтом и Мандолина капетана Корелија као „осредње филмове“.
Бејл је играо главног јунака, који пати од несанице и емоционалне дисфункције, у психолошком трилеру Машиниста. Да би се припремио за улогу, у почетку је пушио само цигарете и пио виски. Касније је проширио дијету на црну кафу, јабуку и конзерву туњевине дневно. Бејл је изгубио 29 килограма, и дошао до тежине од 55 килограма да би играо улогу, који је у сценарију описана као „ходајући скелет“. Његов губитак тежине изазвао је поређења са дебљањем Роберта де Нира у припреми за улогу Џејка Ламоте у филму Разјарени бик из 1980. године. Описујући трансформацију као ментално умирујућу, Бејл је тврдио да је престао да ради неко време јер није наилазио на сценарије који су му били занимљиви и да га је сценарио за овај филм мотивисао да смрша за улогу. Машиниста је објављен у октобру 2004. године, и на благајнама није био успешан. Роџер Мур из Орландо сентинела сматрао је да је то један од најбољих филмова године, а Тод Мекарти из Варајетија је написао да је Бејлова „опседнута, агресивна и на крају дирљива изведба“ дала филму „чврст ослонац“.

### Бетмен и драматичне улоге (2005–2008)
Бејл је тумачио лик америчког милијардера Бруса Вејна и његовог суперхеројског алтер ега Бетмена у филму Бетмен почиње, који је режирао Кристофер Нолан и који представља поновно покретање филмске серије о Бетмену. Нолан је изабрао Бејла, који је тада био релативно непознат, јер је Бејл имао „тачно ту равнотежу између таме и светлости“ коју је Нолан тражио. Због улоге, Бејл је повратио тежину коју је изгубио за филм Машиниста и додао мишићну масу, достигавши 100 килограма. Тренирао је употребу оружја, винг чун кунг фу и кејси борбену методу. Узимајући у обзир необичне околности приче која укључује лик „који мисли да може да трчи около у оделу слепог миша усред ноћи“, Бејл је изјавио да су он и Нолан намерно приступили томе са „што реалистичнијом мотивацијом“, позивајући се на убиство Вејнових родитеља. Бејл је различито интерпретирао Вејна и Бетмена, користећи храпавији тон за Бетмена, што је Нолан сматрао појачавањем визуелног изгледа лика. Бетмен почиње је премијерно приказан у САД у јуну 2005. године. Тим Гриерсон и Вил Лејч из Валтчера похвалили су Бејлову „осетљиву, интелигентну интерпретацију размаженог, несмотреног Брјуса који на крају одраста (и бори се против злочина)“. Улога је донела Бејлу МТВ награду за најбољег хероја.
Исте године, Бејл је позајмио глас чаробњаку Хаулу, главном лику у енглеској верзији јапанског анимираног филма Покретни дворац, који је режирао Хајaо Мијазаки, а који је адаптација романа Дајане Вин Џонс. Прихватио је ову улогу након што је гледао Мијазакијев анимирани филм Зачарани град. Касније те године, глумио је америчког ратног ветерана који се суочава са посттрауматским стресним поремећајем у криминалистичкој драми Сурова времена, коју је режирао Дејвид Ајер, а која је премијерно приказана на Међународном филмском фестивалу у Торонту. Тумачио је и лик колонисте Џона Ролфа у филму Нови свет, историјској драми инспирисаној причама о Покахонтас, под режијом Терeнса Малика. Филм је изашао у децембру 2005. године.
Следеће године, у режији немачког редитеља Вернера Херцога, премијерно је приказан филм Бекство у зору, у којем је Бејл глумио америчког пилота Дитера Денглера, који се бори за опстанак након што је оборен током мисије у Вијетнамском рату. Херцог је изјавио да је Бејла сматрао једним од највећих талената своје генерације много пре него што је глумио Бетмена. Марџори Баумгартен из Остин хронике оценила је Бејлов рад као наставак његове „мајсторске команде над још једним типом америчке личности“.
За филм Престиж из 2006. године, Бејл се поново удружио са Ноланом. Филм је заснован на истоименом роману Кристофера Приста и говори о ривалству између двојице мађионичара из викторијанске ере, које тумаче Бејл и Хју Џекмен. Иако су критичари хвалили филм, његов успех у биоскопима био је умеренији, са зарадом од 110 милиона долара и буџетом од 40 милиона. А. О. Скот из Њујорк тајмса истакао је Бејлову „жестоку интроспективност“ и назвао његову интерпретацију „нечим што треба ценити“.
Бејл је затим глумио у драмским филмовима из 2007. године Нема ме, у којем је играо две инкарнације Боба Дилана, и У 3.10 за Јуму, где је тумачио сточара који тражи правду. Бејл је своје улоге у Нема ме описао као „два човека у потрази за истином“, док га је привукла улога у У 3.10 за Јуму због његове склоности ка филмовима у којима може „само да буде прљав и пуже по блату“. Бејл је поновио улогу Бетмена у наставку Бетмен почиње под називом Мрачни Витез. Филм, који је објављен у јулу 2008. године, добио је похвале критике и постао четврти филм који је зарадио више од милијарду долара широм света. Бејл је сам изводио многе своје каскадерске сцене, укључујући и ону која је укључивала стајање на крову Сиарс торња у Чикагу. Мрачни Витез се сматра најбољим суперхеројским филмом.

### Завршетак трилогијеМрачни Витез(2009–2012)
У фебруару 2008. године Warner Bros. је најавио да ће Бејл играти улогу вође побуњеника Џона Конорa у постапокалиптичном акционом филму Терминатор: Спасење, који је режирао Џозеф Макгинти Никол, који је Бејла назвао „најверодостојнијим глумцем своје генерације“. У фебруару 2009. појавио се аудио снимак инцидента на снимању филма из јула 2008. у којем је Бејл учествовао. На снимку се чује како он изговара псовке и прети нападањем директора фотографије Шејна Халбутa, који је ушао на сет током снимања сцене у којој су глумили Бејл и Брајс Далас Хауард, што је кулминирало Бејловом претњом да ће напустити филм ако Халбут не буде отпуштен. Неколико колега из филмске индустрије стало је у одбрану Бејла, приписујући инцидент његовој посвећености глуми. Бејл се јавно извинио у фебруару 2009. назвавши свој испад „неоправданим“ и своје понашање „потпуно неодговарајућим“, додајући да се помирио са Халбутом. Терминатор: Спасење је премијерно приказан у мају 2009. и добио млаке критике. Клаудија Пуиг из USA Today сматрала је да је Бејлов рад „изненађујуће једнодимензионалан“, док је Џејк Вилсон из The Age написао да је Бејл пружио једну од својих најмање убедљивих улога. Бејл је касније признао да је током продукције знао да филм неће оживети франшизу Терминатор како је желео. Изјавио је да више не би радио са Џозефом Макгинтином.
Бејл је глумио агента ФБИ Мелвина Пурвиса насупрот Џонију Депу као гангстеру Џону Дилинџеру у криминалистичкој драми Мајкла Мана Народни непријатељи. Филм, објављен у јулу 2009, добио је критичке похвале и био је комерцијално успешан. Дан Зак из Вашингтон поста био је незадовољан избором Бејла и Депа, верујући да њихово ривалство на екрану нема довољно електричности, док је Кристофер Ор из The New Republic сматрао да је Бејлова „карактеристична резервисаност“ ипак била ефикасна.
Следеће године, Бејл је играо Дикија Еклунда, професионалног боксера чија је каријера окончана због зависности од дроге, у драми БоксерДејвида О. Расела. Овај филм приказује однос између Еклунда и његовог брата и боксерског штићеника Микија Ворда, кога игра Марк Волберг. Да би уравнотежио трагичну природу Еклундовог стања, Бејл је увео хумор у свој лик. Његова интерпретација, за коју је изгубио 14 килограма, добила је похвале. Мик Ласал из Сан Франциско хроникла описао је његов наступ као „промишљено посматран, физички прецизан и психолошки проницљив“. Бејл је за ову улогу освојио Оскара за најбољег глумца у споредној улози и Златни глобус у истој категорији. Године 2011. глумио је у историјској драми Џанга Јимоуа Цвеће рата, која је била највећи кинески филмски хит те године. Критичари су филм описали као „националистички“, „антијапански“ и „предуг, претерано мелодраматичан и сувише површан“.
Бејл је поново играо Бетмена под режијом Кристофера Нолана у филму Успон мрачног Витеза, објављеном у јулу 2012. године. Описао је Бетмена у овом филму као покајаног усамљеника у лошем менталном и физичком стању, који се повукао након догађаја из Мрачног Витеза. Након пуцњаве на поноћној пројекцији филма у Орори у Колораду, Бејл и његова супруга посетили су преживеле, докторе и прве који су притекли у помоћ, као и спомен жртвама. Успон мрачног Витеза постао је једанаести филм који је зарадио више од милијарду долара широм света, надмашивши Мрачног Витеза. Ноланова трилогија о Бетмену, названа трилогијом Мрачни Витез, једна је од најуспешнијих филмских франшиза. Сматра се и једном од најбољих филмских франшиза заснованих на стриповима. Бејлов наступ у три филма добио је универзалне похвале, са бројним изворима који су га рангирали као најбољег филмског приказа Бетмена. Бејл је касније изразио незадовољство својим радом кроз трилогију, рекавши да „није баш погодио“ улогу и да „није у потпуности остварио“ оно што је желео као Бетмен.

### Наставак успеха (2013–2019)
Године 2013, Кристијан Бејл је играо радника у челичани у трилеру Челична правда, који је режирао Скот Купер. Купер је прерадио сценарио филма имајући на уму Бејла, пре него што су се њих двојица уопште срели, и није желео да настави пројекат без његовог учешћа. Критичари су похвалили филм и оценили га као одличан почетак нове фазе Бејлове каријере након улоге Бетмена, док је Кристофер Тапли из Variety-ја истакао да је ово његов најбољи рад до тада. Исте године, Бејл је глумио у филму Америчка превара, што је био његов поновни рад са Дејвидом О. Раселом након филма Боксер. За улогу преваранта Ирвинга Розенфелда, Бејл је проучавао интервјуе са стварним преварантом Мелом Вајнбергом, који је послужио као инспирација за лик. Удебљао се 20 килограма, делимично је обријао главу и усвојио погрбљено држање, што је смањило његову висину за 7,6 центиметара и изазвало му хернију диска. Расел је истакао да Роберт Де Ниро, који се појавио у некредитованој улози, није препознао Бејла када су се први пут срели. Џо Нојмајер из New York Daily News-а оценио је Бејлову улогу као "тужну, забавну и фасцинантну". За овај рад, Бејл је био номинован за Оскара и Златни глобус.
Бејл је тумачио Мојсија у епском филму Егзодус: Богови и краљеви, режисера Ридлија Скота. Филм, који је изашао у децембру 2014, био је предмет оптужби за „бељење” улога због избора белих глумаца за ликове са Блиског истока. Скот је бранио ове одлуке оправдавајући их потребама финансирања, док је Бејл нагласио да је Скот био искрен у вези с начинима реализације филма. Одговор критике на филм варирао је између негативног и мешовитог, а Џо Вилијамс из St. Louis Post-Dispatch-а је Бејлову улогу оценио као најапатичнију у његовој каријери. Бејл се појавио у драми Витез пехара, редитеља Теренса Малика, коју је критичар Дејвид Симс из The Atlantic-а назвао „племенитим неуспехом”. Током премијере филма на 65. Берлинском међународном филмском фестивалу у фебруару 2015, Бејл је изјавио да је радио на овом пројекту без припремљених дијалога, те да му је Малик само дао опис лика. Касније те године, тумачио је Мајкла Барија, асоцијалног менаџера хеџ фонда, у биографској комедији-драми Опклада века, која обрађује тему финансијске кризе из 2008. године. У филму је користио очну протезу. Џо Морганштерн из Wall Street Journal-а описао је његов портрет као „застрашујуће смешан, или, у једној реченици и кратким кадровима, веома вешто монтиран”. Ова улога донела му је номинације за Оскара и Златни глобус за најбољег споредног глумца.
У историјској драми из 2016. Обећање, смештеној у време јерменског геноцида, Бејл је тумачио улогу америчког новинара који се уплиће у љубавни троугао са женом, коју игра Шарлот ле Бон, и јерменским студентом медицине, кога игра Оскар Ајзак. Критичари нису били наклоњени филму, који је доживео губитак од 102 милиона долара. Рецензирајући филм за The New York Times, Џенет Кацулис написала је да је Бејл деловао „нејасно и неразговетно“.
У филму Hostiles из 2017. режисера Скота Купера, Бејл је глумио официра америчке војске који прати тешко оболелог поглавицу Чејена и његову породицу на путу ка њиховом дому у Монтани. Он је тај филм описао као „вестерн са бруталном, савременом снагом“, а свог лика као „предрасудама обузетог и мржњом испуњеног човека“. Бејл је учио језик Чејена током рада на филму. Критичар Empire магазина, Дан Џолин, сматрао је његову глуму упечатљивом и једном од најјачих у његовој каријери.
Године 2018, Бејл је позајмио глас Багири у авантуристичком филму Могли: Легенда о џунгли. Дејвид Фир из Rolling Stone је написао да су његов глас и глас Ендија Серкиса, који је режирао филм, „донели душу, као и звук и бес“.
За биографску комичну драму Човек из сенке из 2018, коју је написао и режирао Адам Макеј, Бејл је поново прошао кроз велику физичку трансформацију, добивши преко 18 килограма и обривши главу како би дочарао потпредседника САД Дика Чејнија. Описао је Чејнија, који се сматра најутицајнијим и најомраженијим потпредседником у историји САД, као „тихог и тајанственог“. Филм је поново спојио Бејла и Еми Адамс, са којом је већ глумио у Боксер и Америчка превара. Филм је добио позитивне критике, а Питер Бредшо из The Guardian-а је похвалио Бејлову „страховито и заправо прилично застрашујуће уверљиву“ интерпретацију Чејнија. Улога је донела Бејлу Златни глобус за најбољег глумца у мјузиклу или комедији, као и номинацију за Оскара. Током говора захвалности на 76. додели Златног глобуса, Бејл је захвалио Сатани што му је био инспирација за лик Чејнија, што је изазвало реакцију Чејнијеве ћерке и чланице Конгреса Лиз Чејни, која је изјавила да је Бејл упропастио шансу да одигра „правог суперхероја“.
Бејл је тумачио возача тркачких аутомобила Кена Мајлса у спортској драми из 2019. Ле Ман '66: Славна 24 сата, за коју је смршао 32 килограма након улоге Чејнија. Филм, у режији Џејмса Менголда, прати Мајлса и дизајнера аутомобила Керола Шелбија, кога игра Мет Дејмон, у догађајима везаним за трку 24 часа Ле Мана 1966. године. Улога је Бејлу донела пету номинацију за Златни глобус. Док је промовисао филм, изјавио је да више неће пролазити кроз телесне трансформације за улоге.

### Ограничен рад (2020–данас)
Бејл је тумачио Гора убицу богова, негативца, у филму о суперхеројима из Марвеловог филмског универзума Тор: Љубав и гром, који је премијерно приказан у јулу 2022. Као инспирацију за карактеризацију Гора навео је лик из музичког видеа за песму Come to Daddy Апхекс Твина. Бејлова интерпретација добила је похвале критичара, који су је оценили као „реалистичну и ненаметљиву“. Продуцирао је и појавио се у филму Амстердам Дејвида О. Расела и трилеру Бледоплаво око Скота Купера, сарађујући са оба режисера по трећи пут. Амстердам је објављен у октобру 2022. и добио је катастрофалне критике и лоше је прошао на благајнама. Бледоплаво око, адаптација романа истог имена аутора Луиса Бајарда, објављен је у децембру 2022. и добио мешовите критике. Учествовао је у јапанском анимираном филму Дечак и чапља из 2023. године, где је други пут позајмио глас за енглески дубл једног од филмова Хајаоа Мијазакија.
Бејл ће ускоро играти Франкенштајново чудовиште у фантазијском филму The Bride!  у режији Меги Џиленхол, чија је премијера заказана за 6. март 2026. године.

## Уметнички стил и јавни имиџ
Бејл је познат по исцрпној посвећености променама тежине које захтевају његове улоге, као и по „интензитету са којим потпуно улази у своје улоге“, при чему га је Ен Хорнејдеј из Вашингтон поста сврстала међу физички надареније глумце своје генерације. Макс О’Конел са сајта RogerEbert.com оценио је Бејлову посвећеност промени физичког изгледа као „основни елемент у приказу опсесије“ у његовим улогама, док је Хју Харт из Лос Анђелес тајмса упоредио хитност која покреће Бејлов стил глуме са методском глумом, додајући да она „убедљиво оживљава чак и његове најекстремније физичке трансформације“. Бејл је изјавио да не практикује методску глуму и да не користи одређену технику. Као узор навео је Рована Аткинсона, додајући да га је овај фасцинирао када су заједно радили. Такође је проучавао рад Герија Олдмана, кога сматра разлогом што се определио за глуму.
Бејл је препознатљив по својој свестраности; Марта Рос из Меркјури њуза га је назвала једним од најсвестранијих глумаца своје генерације. Познат је и по томе што изузетно чува своју приватност, а сам Бејл је изјавио да му је циљ да утеловљује ликове без приказивања било ког аспекта себе. Објаснио је да „допуштање људима да знају ко сте“ не помаже у стварању различитих ликова, сматрајући анонимност „оне што вам омогућава да играте те ликове“. Током интервјуа за промоцију филмова у којима користи акценат, Бејл би наставио да говори тим акцентом. Такође је запажен по улогама са америчким акцентом, при чему га је Џо Рид из Атлантика сврстао међу оне који „најмање раде са својим природним акцентима“; у стварном животу, Бејл говори наглашеним, неаристократским енглеским акцентом.
Бејл је 2014. заузео осмо место на листи Форбс магазина најплаћенијих глумаца, зарадивши 35 милиона долара. Описан је као секс-симбол.

## Приватни живот
Кристијан Бејл живи у Лос Анђелесу од деведесетих година XX века. Поседује држављанство Сједињених Америчких Држава. Бејл се оженио Сандром Сиби Блажић, бившом америчком манекенком српског порекла, у Лас Вегасу 29. јануара 2000. године. Имају ћерку и сина. Године 2000, Бејл је постао пасторак феминисткиње Глорије Стајнем након њеног брака са његовим оцем, који је преминуо 2003. од лимфома мозга.
Бејл је постао вегетаријанац са седам година, али је 2009. изјавио да сада „повремено излази из вегетаријанства“. Престао је да једе црвено месо након што је прочитао дечју књигу Шарлотина мрежа. Као активиста за права животиња, подржава организације Гринпис, Светски фонд за природу, Дорис Деј Лигу за права животиња, Међународни фонд Дијан Фоси за заштиту горила и уточиште за коње Редвингс. Док је промовисао филм Цвеће рата у децембру 2011. године, Бејл је заједно са екипом телевизијске мреже Си-Ен-Ен покушао да посети Чена Гуангчена, слепог адвоката који је био у притвору, у селу у источном делу Кине. Био је приморан да се повуче након сукоба са стражарима на контролном пункту. Бејл је коначно упознао Чена на вечери коју је организовала непрофитна организација Хјуман рајтс фрст наредне године, током које му је уручио награду. Бејл је испричао Ченову причу у подкасту In Their Own Words организације Амнести интернешенел. Суоснивач је организације Калифорнија тудејер, која има за циљ изградњу села у Палмдејлу у Калифорнији како би се помогло браћи и сестрама у хранитељским породицама да остану заједно.ref>Gardner, Chris (8. 2. 2024). „Christian Bale Breaks Ground on 16-Year Passion Project: Homes for Foster Siblings”. The Hollywood Reporter. Архивирано из оригинала 9. 2. 2024. г. Приступљено 10. 2. 2024.</ref>
Дана 22. јула 2008. године, Бејл је ухапшен у Лондону након што су га мајка и сестра Шерон пријавиле полицији због наводног напада у хотелу. Пуштен је уз кауцију. Бејл је негирао оптужбе и касније инцидент назвао „дубоко личним питањем“. Дана 14. августа, Крунска тужилачка служба је изјавила да неће предузимати даље кораке против њега због „недовољно доказа за реалне изгледе за осуду“.

## Глумачка достигнућа и награде
Према сајту Rotten Tomatoes, који филмовима додељује оцене на основу броја позитивних критичких рецензија, неки од филмова са највишим оценама у којима је Кристијан Бејл глумио су Мрачни Витез (2008), Ле Ман '66: Славна 24 сата (2019), Америчка превара (2013), Мале жене (1994), Боксер (2010), Бекство у зору (2007), У 3.10 за Јуму (2007), Опклада века (2015), Покретни дворац (2005) и Успон мрачног Витеза (2012). Први, трећи и последњи од ових филмова налазе се и на сајту The Numbers као његови филмови са највећом зарадом, заједно са Терминатор: Спасење (2009), Бетмен почиње (2005), Покахонтас (1995), Тор: Љубав и гром (2022) и Егзодус: Богови и краљеви (2014).
Бејл је до сада освојио четири номинације за Оскара, укључујући две у категорији за најбољег глумца за улоге у филмовима Америчка превара и Човек из сенке (2018), као и две у категорији за најбољег споредног глумца за улоге у филмовима Боксер и Опклада века. Оскар је освојио за улогу у филму Боксер. Освојио је две Златне глобус награде, укључујући награду за најбољег споредног глумца у играном филму за улогу у Боксеру и за најбољег глумца у мјузиклу или комедији за улогу у филму Vice. Био је номинован за Златни глобус за најбољег глумца у мјузиклу или комедији за улоге у филмовима Америчка превара и Опклада века, као и за најбољег глумца у драми за улогу у филму Ле Ман '66: Славна 24 сата.
Бејл је такође био номинован за осам Награда Удружења филмских глумаца. Освојио је награду за изванредну изведбу мушког глумца у споредној улози за улогу у филму Боксер, као и награду за изванредну изведбу глумачке екипе у играном филму као део ансамбла филма Америчка превара.